# Orts Isakov
Orts Shamail Tajeldeen Isakov (ar. اورتس شاميل تاج الدين اساكوف;ur. 1 września 2004) – jordański zapaśnik walczący w stylu wolnym.
Brązowy medalista igrzysk panarabskich w 2023. Triumfator mistrzostw arabskich w 2024. Zajął piąte miejsce na mistrzostwach Azji w 2023 roku.